# Otome yōkai Zakuro
Otome yōkai Zakuro (おとめ妖怪 ざくろ?) è un manga giapponese scritto e disegnato da Lily Hoshino. L'opera è serializzata dal novembre 2006 sulla rivista seinen Comic Birz. Il primo volume tankōbon è stato pubblicato da Gentosha il 24 gennaio 2008 e a marzo 2014 sono stati pubblicati 9 albi. Un adattamento anime, prodotto da J.C.Staff e diretto da Chiaki Kon, è stato trasmesso su TV Tokyo dal 4 ottobre al 27 dicembre 2010, per un totale di 13 episodi.

## Trama
Durante il processo di occidentalizzazione di un Giappone alternativo, umani e spiriti convivono. Per mantenere l'armonia tra i due popoli, viene creato il Ministero degli Spiriti, con rappresentanti di entrambe le razze: i luogotenenti Kei Agemaki, Riken Yoshinokazura e Ganryu Hanakiri, per gli uomini, e Zakuro, Susukihotaru, Bonbori e Hozuki, per gli spiriti. La collaborazione non sarà facile, perché Zakuro non sopporta gli umani che accettano le pratiche gesuite e Agemaki ha paura degli spiriti.

## Media

### Manga
| Nº | Data di prima pubblicazione | Data di prima pubblicazione | Data di prima pubblicazione |
| Nº | Giapponese                  | Giapponese                  |                             |
| -- | --------------------------- | --------------------------- | --------------------------- |
| 1  | 24 gennaio 2008             | ISBN 978-4-344-81187-4      |                             |
| 2  | 19 settembre 2008           | ISBN 978-4-344-81411-0      |                             |
| 3  | 24 aprile 2009              | ISBN 978-4-344-81622-0      |                             |
| 4  | 24 marzo 2010               | ISBN 978-4-344-81907-8      |                             |
| 5  | 24 settembre 2010           | ISBN 978-4-344-82037-1      |                             |
| 6  | 23 luglio 2011              | ISBN 978-4-344-82263-4      |                             |
| 7  | 24 aprile 2012              | ISBN 978-4-344-82458-4      |                             |
| 8  | 23 marzo 2013               | ISBN 978-4-344-82761-5      |                             |
| 9  | 24 marzo 2014               | ISBN 978-4-344-83010-3      |                             |

### Anime
Un adattamento anime prodotto da J.C.Staff e diretto da Chiaki Kon è andato in onda sull'emittente televisiva TV Tokyo dal 4 ottobre al 27 dicembre 2010, per un totale di 13 episodi.
La sigla di apertura di Otome yōkai Zakuro è Moon Signal degli Sphere. Le sigle di chiusura adottate sono: Hatsukoi wa Zakuro-iro (初戀は柘榴色?) cantata da Mai Nakahara e Takahiro Sakurai (ep. 1,3,7,10), Futari Shizuka (二人静?) interpretata da Kana Hanazawa e Satoshi Hino (ep. 4,6,8,12) e Junjō Masquerade (純情マスカレイド?) cantata da Aki Toyosaki, Yui Horie e Yuuki Kaji (ep. 2,5,9,11).
| Nº | Giapponese 「Kanji」 - Rōmaji            | In onda          | In onda |
| Nº | Giapponese 「Kanji」 - Rōmaji            | Giapponese       |         |
| 1  | 「いざ、妖々と」 - Iza, yōyō to          | 4 ottobre 2010   |         |
| 2  | 「あか、煌々と」 - Aka, kōkō to          | 11 ottobre 2010  |         |
| 3  | 「かこ、哀々と」 - Kako, aiai to         | 18 ottobre 2010  |         |
| 4  | 「きょり、怖々と」 - Kyori, kowagowa to  | 25 ottobre 2010  |         |
| 5  | 「わな、粘々と」 - Wana, nebaneba to     | 1º novembre 2010 |         |
| 6  | 「ゆきて、事々と」 - Yukite, kotogoto to | 8 novembre 2010  |         |
| 7  | 「うち、猫々と」 - Uchi, nyannyan to     | 15 novembre 2010 |         |
| 8  | 「あめ、徒々と」 - Ame, adaada to        | 22 novembre 2010 |         |
| 9  | 「さち、恋々と」 - Sachi, koikoi to      | 29 novembre 2010 |         |
| 10 | 「かげ、追々と」 - Kage, oioi to         | 6 dicembre 2010  |         |
| 11 | 「ふれて、殻々と」 - Furete, karakara to | 13 dicembre 2010 |         |
| 12 | 「きき、焦々と」 - Kiki, jirijiri to     | 20 dicembre 2010 |         |
| 13 | 「おわり、燦々と」 - Owari, sansan to    | 27 dicembre 2010 |         |